# تایتان‌فال (بازی ویدئویی)
تایتان‌فال (انگلیسی: Titanfall) یک بازی ویدئویی چندنفره آنلاین در سبک تیراندازی اول شخص است که توسط رسپاون انترتینمنت توسعه یافته و به‌وسیلهٔ الکترونیک آرتس منتشر شده است. در ۱۱ مارس ۲۰۱۴ برای مایکروسافت ویندوز و ایکس‌باکس وان منتشر شد؛ یک نسخه نیز توسط بلوپوینت گیمز برای ایکس‌باکس ۳۶۰ در ۸ آوریل ۲۰۱۴ منتشر شد. این بازی نخستین قسمت از مجموعه بازی‌های تایتان‌فال به‌شمار می‌رود. بازیکن در این بازی نقش خلبان تایتان‌ها برای آزادسازی frontier در مقابل دشمنان را به عهده دارد.
در بازی تایتان‌فال، بازیکنان، پایلوت‌ها و تایتان‌های سبک مکانیکی آن‌ها را کنترل می‌کنند و در مسابقات شش در برابر شش در مستعمرات فضایی جنگ زده Frontier مبارزه می‌کنند. این بازی برای اکشن سریع و مستمر بهینه شده است که به کمک توانایی‌های دیواری و جمعیت سربازان کنترل‌شده توسط رایانه کمک می‌کند. حداکثر ۵۰ شخصیت می‌تواند در یک بازی فعال باشد و فعالیت‌های غیربازیکن برای بهینه‌سازی عملکرد گرافیکی محلی به سرویس‌های رایانش ابری مایکروسافت بارگذاری می‌شود. تیم سازنده بازی کار بر روی عنوان را در سال ۲۰۱۱ آغاز کرد و مفهوم Titan آنها از یک لباس به اندازه انسان به یک اسکلت بیرونی تانک جنگی تبدیل شد. این تیم به دنبال این بود که «مقیاس، عمودی و داستان» را از طریق عناصری که به‌طور سنتی برای کمپین‌های تک‌نفره محفوظ است، به سبک چندنفره خود بیاورند. این پروژه ۶۵ نفره از بلید رانر، جنگ‌های ستاره‌ای، Abrams Battle Tank و شبح درون پوسته اثر ماسامونه شیرو الهام گرفته شده است.
تایتان‌فال بیش از ۶۰ جایزه در نمایشگاه E3 2013 خود به دست آورد، از جمله یک رکورد شکستن شش جایزه E3 Critics و "Best of Show" از چندین رسانه. همچنین جوایزی را در گیمزکام و توکیو گیم شو دریافت کرد. تایتان‌فال عموماً نقدهای مطلوبی دریافت کرد. بازبین‌ها تعادل، سلاح تپانچه هوشمند، تحرک بازیکنان و دسترسی کلی برای بازیکنان با تمام مهارت‌ها را ستایش کردند، اما از کمپین نازک، هوش مصنوعی ناامیدکننده، و عدم وجود ویژگی‌های اجتماعی و حالت‌های چند نفره انتقاد کردند. منتقدان این بازی را یک تکامل موفق برای ژانر تیراندازی اول شخص می‌دانستند، اما در مورد اینکه آیا بازی مطابق انتظاراتش عمل کرد یا خیر، موافق نبودند. در ۱۲ مارس ۲۰۱۵، اعلام شد که دنباله‌ای به نام تایتان‌فال ۲ برای ویندوز، پلی‌استیشن ۴ و ایکس‌باکس وان در دست تولید است که در ۲۸ اکتبر ۲۰۱۶ منتشر شد.